# El Planet (Rellinars)
El Planet és un edifici del municipi de Rellinars (Vallès Occidental) inclosa en l'Inventari del Patrimoni Arquitectònic de Catalunya.

## Descripció
El Planet és una de les masies destacades del terme de Rellinars.
Es tracta d'un edifici de planta rectangular i teulada a dos vessants de teules àrabs. Un dels vessants, la de la dreta, té una inclinació més prolongada deguda segurament a l'afegit posterior d'un cos amb una galeria de finestres de mig punt que continuen formant angle amb una altra galeria d'un cos annex.
La masia consta de planta baixa, pis i obertures a nivell de les golfes, unes estan tapiades i altres són de nova o reformada factura.
A la planta baixa, hi ha una porta rectangular amb grans pedres d'emmarcament. A la llinda, apareix la data de 1771. A nivell del pis i sobre la porta, hi ha una finestra rectangular, també emmarcada, i d'ampit arrodonit.
A la façana principal de la masia es conserva el dibuix d'un rellotge de sol, de dos registres diferenciats. El registre inferior, on hi ha les hores solars, és de tipologia circular, representant-hi una semicircumferència. Dos sanefes concèntriques, una a l'exterior amb motius florals i l'altra a l'interior, amb els números aràbics. El registre superior, de dos arcs en sentit convex, acaba en un frontó rodó. Hi ha una cornisa dibuixada que separa els dos registres i, a sobre, la data: AÑO 1869.
Davant la façana s'obre un pati envoltat per cossos annexos i tancat per una portalada. És una obertura rectangular, amb un arc carpanell rebaixat. És dovellat amb peces curtes i està cobert de teules àrabs d'una sola vessant. A l'exterior només es conserven els forats a la paret on anirien les bigues que sostindrien l'embigat sobre el qual es disposen les teules. La porta és de fusta clavetejada. A la dovella clau hi ha la data de 1781.
Els murs són de paredat, ben lligat i hi ha alguna pedra cantonera.

## Història
La masia, una vegada restaurada, funcionava com a hostal - restaurant. Actualment, el restaurant està tancat.
Està situada a migdia del terme de Rellinars i forma part del veïnat del mateix nom.